# Horrenbach-Buchen
Horrenbach-Buchen is een gemeente en plaats in het Zwitserse kanton Bern, en maakt deel uit van het district Thun.
Horrenbach-Buchen telt 251 inwoners.